# Circus Flaminius

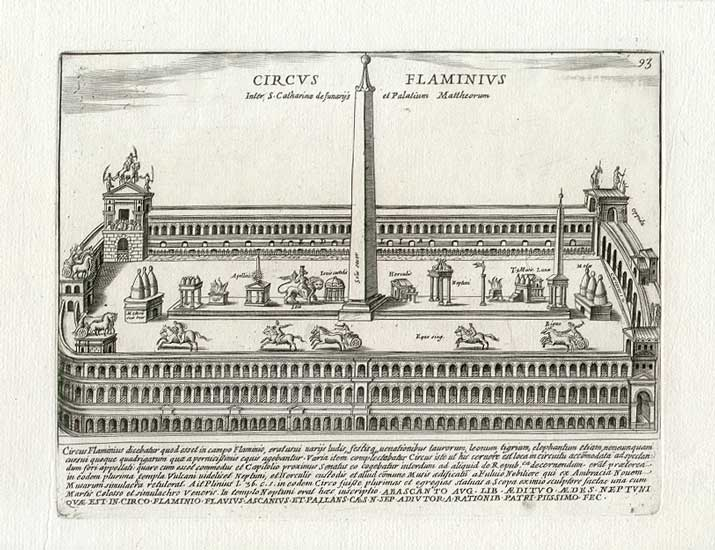
Circus Flaminius, Phantasiebild des Pietro Santi Bartoli, 1699.

Der Circus Flaminius war eine Platzanlage und Rennbahn auf dem südlichen Marsfeld im antiken Rom.
Er wurde 222–220 v. Chr. vom Zensor Gaius Flaminius erbaut und – ebenso wie die gleichzeitig erstellte Via Flaminia – nach ihm benannt. Er befand sich nahe dem Marcellus-Theater, zwischen der Tiberinsel und dem Kapitol-Hügel. Belegt ist, dass der Circus keine baulichfest gestaltete Spielstätte war, sondern eine rechteckige Freifläche entlang des Tibers. Daher kam dem Versammlungsort die Eigenschaft eines lokalen Zentrums und einer Gebietsbezeichnung zu. Lange Zeit ging man davon aus, dass die Bogenstrukturen des Balbustheaters mit dem Circus Flaminius gleichzusetzen sei, bis Gatti dies 1960 überzeugend widerlegen konnte. Architektonisch definiert wurde das Areal später durch die Portiken und Siegestempel entlang der Außenseiten, nachgewiesen durch Fragmente der Forma Urbis Romae für die Umgebungsbebauung.
Er war Austragungsort der plebejischen Spiele (ludi plebeii). Bei einem solchen hat Kaiser Augustus 36 Krokodile erlegen lassen. Nachdem der Circus bei einem Brand zerstört worden war, baute man ihn wieder auf, sodass bereits ein halbes Jahr später wieder Spiele stattfanden. Das Gelände wurde 19 n. Chr. als Standort eines Ehrenbogens für den verstorbenen Germanicus vorgesehen, wie der Tabula Siarensis zu entnehmen ist. Bis zum 4. Jahrhundert war der Circus noch in Gebrauch. Hier befand sich auch der Haupttempel des Neptun. Heute ist von dem Circus nichts mehr zu sehen, wenngleich sich Spuren der Form in der Neubebauung finden.